# Nén ngữ nghĩa
Trong xử lý ngôn ngữ tự nhiên, nén ngữ nghĩa là một quá trình nén một từ vựng được dùng để xây dựng một tài liệu văn bản (hay một tập văn bản) bằng cách giảm sự không đồng nhất ngôn ngữ, trong khi vẫn duy trì ngữ nghĩa văn bản. Kết quả là, các ý tưởng giống nhau được thể hiện bằng các sử dụng các tập từ có kích thước nhỏ hơn.
Trong đa số các ứng dụng, nén ngữ nghĩa là một cách nén mất mát, tăng lời nói (prolixity) không bù đắp cho nén từ vựng, và một tài liệu gốc không thể khôi lại theo một quy trình đảo ngược.